# Miss FBI : Divinement armée
Série
Miss Détective
(2000)
Pour plus de détails, voir Fiche technique et Distribution.
Miss FBI : Divinement armée ou Miss Personnalité 2 : Armée et Fabuleuse au Québec (Miss Congeniality 2: Armed and Fabulous) est un film américain réalisé par John Pasquin, sorti en 2005.
Il constitue la suite de Miss Détective (2000), également avec Sandra Bullock.

## Synopsis
Après avoir brillamment sauvé le concours de Miss USA, Gracie Hart, devenue trop reconnaissable pour effectuer des missions de terrain, se retrouve obligée d'accepter de devenir l'égérie du FBI qui a besoin d'une nouvelle image. Elle prend alors rapidement goût à la célébrité. Mais lorsque son amie, Cheryl Frasier (Miss Rhode Island) et le présentateur, Stan Fields, sont kidnappés à Las Vegas, elle reprend du service pour les sauver avec l'aide de son garde du corps l'agent Sam Fuller.

## Fiche technique
- Titre original : Miss Congeniality 2: Armed and Fabulous
- Titre français : Miss FBI : Divinement armée
- Réalisation : John Pasquin
- Scénario : Marc Lawrence
- Musique : John Van Tongeren
- Photographie : Peter Menzies Jr.
- Montage : Garth Craven
- Production : Sandra Bullock & Marc Lawrence
- Sociétés de production : Castle Rock Entertainment, Village Roadshow Pictures & Fortis Films
- Société de distribution : Warner Bros.
- Budget : 45 000 000 $ (est.)[réf. nécessaire]
- Pays :  États-Unis
- Langue : Anglais
- Format : Couleur - DTS - Dolby Digital - SDDS - 35 mm - 2.35:1
- Durée : 115 min
- Dates de sortie :
  - États-Unis : 24 mars 2005
  - France : 13 avril 2005

## Distribution
- Sandra Bullock (VF : Françoise Cadol ; VQ : Hélène Mondoux) : Gracie Hart
- Regina King (VF : Sophie Riffont ; VQ : Viviane Pacal) : Sam Fuller
- Enrique Murciano (VF : Nessym Guetat ; VQ : Antoine Durand) : Arthur Jeff Foreman
- Diedrich Bader (VF : Constantin Pappas ; VQ : François Godin) : Joel Mayers
- William Shatner (VF : Jean-Bernard Guillard ; VQ : Mario Desmarais) : Stan Fields
- Heather Burns (VF : Natacha Muller ; VQ : Valérie Gagné) : Cheryl Frasier, Miss États-Unis
- Treat Williams (VF : Patrick Béthune ; VQ : Jacques Lavallée) : Walter Collins
- Ernie Hudson (VF : Thierry Desroses ; VQ : Éric Gaudry) : Harry McDonald
- Abraham Benrubi (VF : Bruno Carna ; VQ : Sylvain Hétu) : Lou Steele
- Nick Offerman (VF : Jean-François Aupied ; VQ : Manuel Tadros) : Karl Steele
- Elisabeth Röhm (VF : Laurence Dourlens) : Janet McKaren
- Eileen Brennan (VF : Annie Sinigalia ; VQ : Marie Bégin) : Carol Fields
- Regis Philbin (VF : Michel Paulin) : Lui-même
- Joy Philbin (VF : Anne Kerylen) : Elle-même
- David Proval (VF : Gérard Berner) : M. Grant (non crédité)
- Stephen Tobolowsky  (VF : Nicolas Marié) : Tom Abernathy
- Leslie Grossman : Pam
- Lusia Strus (VF : Annie Balestra) : Janine
- Don Perry (VF : Pierre Baton) : Buster Harrison
- Molly Gottlieb : Priscilla
- Dolly Parton (VF : Michèle Bardollet) : Elle-même
- Christopher Ford : Jason
- Frank Marino (VF : Bernard Gabay) : Lui-même
- Audrey Wasilewski  (VF : Laëtitia Godès) : Maman dans la banque